# Campeonato Mundial de Clubes de la FIVB de 1989
El Campeonato Mundial de Clubes de la FIVB de 1989 fue la primera edición del Campeonato Mundial de Clubes de la FIVB, realizada entre el 9 y el 10 de diciembre del 1989, en la ciudad de Parma, Italia. El primer equipo en proclamarse campeón mundial por clubes fue el Pallavolo Parma.

## Equipos participantes
En la primera edición estaban de derecho el VC CSKA Moscú campeón de Europa, el Banespa São Paulo campeón de Sudamérica, el Nippon Steel campeón de Asia y el Cs Sfaxien campeón de África. También participaron como wild card el equipo organizador Pallavolo Parma y los brasilianos de CA Pirelli São Paulo.

## Clasificación final
| 1º | Pallavolo Parma      |
| 2º | VC CSKA Moscú        |
| 3º | Ca Pirelli São Paulo |
| 4º | Banespa São Paulo    |
| 5º | Nippon Steel         |
| 6º | Cs Salifax           |

## Campeón
| Campeón del Mundo por Clubes de 1989 |
| ------------------------------------ |
| Pallavolo Parma 1º Título            |